# Gimnasio Jovan Jovanović Zmaj
El gimnasio Jovan Jovanović Zmaj Grammar (en cirílico serbio Гимназија "Јован Јовановић Змај" o latinizado Gimnazija "Jovan Jovanović Zmaj") es una escuela secundaria en Novi Sad, la capital de la región Serbia de Voivodina. Fue nombrada en honor del poeta serbio Jovan Jovanovic Zmaj. Se fundó en 1810 gracias a una donación del adinerado comerciante Sava Vuković de Novi Sad. La escuela fue reconstruida en el siglo XX gracias a una donación particular.

## Énfasis académicos
En esta escuela hay varios énfasis académicos:
- Matemáticas y ciencias, que comprende química, matemáticas, física y biología.
- Humanidades y lenguas, que abarca historia, serbio, latín, alemán, inglés, español, ruso y francés.
- Especialista en matemáticas, que se reserva para alumnos superdotados y está compuesto por matemáticas e informática.